# Miquel Ferreres
Miquel Ferreres i Duran (Barcelona, 1950) es un dibujante y caricaturista de Cataluña, España.
Formado en la Escuela de la Llotja, comenzó su carrera en el diario El Correo Catalán a mediados de la década de 1970 y ha colaborado con un buen número de revistas y publicaciones (El Jueves, El Be negre amb potes rosses, El Triangle, Económicos, El Papus, El Tiempo, Diario de Barcelona, Hoy, o El País). Saltó a la popularidad por sus incisivos chistes en La Vanguardia, donde caricaturizaba los personajes de la actualidad. Fue caricaturista del programa de televisión Tribunal popular. Publicaba todos los días un chiste en El Periódico de Catalunya, hasta el 29 de febrero de 2018, fecha en que fue despedido del diario.
Ha ganado el Premio Ciudad de Barcelona y el Premio Internacional de Humor Gat Perich. Varios libros reúnen sus viñetas: Historias de la tinta china, Pujol en su tinta o Ferreres: les millors vinyetes publicades en El Periódico.
A partir del 1 de marzo de 2018 comenzó a publicar a diario una viñeta de actualidad en la contraportada del periódico Ara.